# Doblhoff WNF 342
Le Doblhoff WNF 342 a été le premier hélicoptère monoplace pliable à disposer d'un système d'entraînement des pales par éjection de gaz comprimés. Il fut réalisé en 1943 par Friedrich von Doblhoff. Il s'agissait de répondre à une demande de la Kriegsmarine portant sur une plateforme d'observation aérienne utilisable à partir de petits navires, voire de sous-marins.